# توره اسونسون
توره اسونسون (سوئدی: Tore Svensson; ۶ دسامبر ۱۹۲۷ – ۲۶ آوریل ۲۰۰۲) بازیکن فوتبال اهل سوئد بود.
از باشگاه‌هایی که در آن بازی کرده‌است می‌توان به باشگاه فوتبال الفسبورگ و باشگاه فوتبال مالمو اشاره کرد.
وی همچنین در تیم ملی فوتبال سوئد بازی کرده‌است.